# Marc Rieper
Marc Rieper-Jensen (ur. 5 czerwca 1968 w Rødovre) – duński piłkarz, występujący na pozycji środkowego obrońcy.
Zaczął karierę w Aarhus GF w 1988 roku i jako jego piłkarz zadebiutował w reprezentacji Danii, trenowanej przez Richarda Møllera Nielsena, debiutując 5 września 1990 w meczu przeciwko Szwecji (wygrany 1:0). Prezentował się na tyle dobrze, że w 1992 roku trafił do Brøndby IF. W ciągu trzech i pół sezonu gry w tym klubie Rieperowi udało się wygrać puchar kraju i na stałe zdobyć miejsce w podstawowym składzie kadry.
W końcu postanowił wybrać się za granicę własnego kraju i w 1995 przeniósł się do angielskiego West Hamu, gdzie spędził tyle samo czasu, co w poprzednim klubie. W 1995 zagrał we wszystkich trzech meczach reprezentacji i wywalczył z nią trofeum Pucharu Konfederacji. Zagrał także na EURO 96, w trzech meczach.
Kolejnym przystankiem w jego klubowej karierze był inny klub z Wysp Brytyjskich, tym razem ze Szkocji – Celtic F.C. Tutaj, tak naprawdę tylko w pierwszym sezonie pobytu, zaliczał się do zawodników pierwszej jedenastki i wygrał mistrzostwo Scottish Premier League. W tym samym sezonie, 1998 Bo Johansson zabrał go na turniej finałowy Mundialu we Francji i Rieper nie zawiódł. Zagrał we wszystkich meczach aż do przegranego ćwierćfinału z Brazylią, strzelił nawet bramkę w meczu z Arabią Saudyjską. Karierę zakończył w 2000 roku, wcześniej powracając do Danii.
Zaliczył 62 występy w reprezentacji, strzelił 2 gole.